# 本特·彼泽·拉施
本特·彼泽·拉施（丹麥語：Bent Peder Rasch，1934年5月31日—1988年11月26日），丹麦男子皮划艇运动员。他曾代表丹麦参加1952年夏季奥林匹克运动会皮划艇比赛，获得男子双人划艇1000米金牌。